# NGC 806-2
NGC 806-2 est une galaxie spirale naine située dans la constellation de la Baleine. NASA/IPAC
GC 806-2 et NGC 806 forment une paire de galaxies en interaction gravitationnelle. Ces deux galaxies sont soit en collision ou sont le résultat d'une collision. La galaxie NGC 806-2 est aussi appelée PGC 3100716 et elle est aussi désignée sous le nom de SHOC 103 sur la base de données NASA/IPAC.
En raison d'une brillance de surface égale à 11.96  mag/am2, on peut qualifier NGC 802-2 de galaxie présentant une brillance de surface élevée.